# Decathlon (Magyarország)
A Decathlon egy francia érdekeltségű sportáruházlánc, amely a világ számos országában van jelen, több mint 40 ezer alkalmazottat foglalkoztatva. A multinacionális áruházlánc nagyobb kereskedelmi parkok közvetlen közelében próbál elhelyezkedni, ahol több funkcionálisan elkülönülő áruháztípus (hipermarket, barkácsáruház, műszaki áruház stb.) található. A Decathlon ma is terjeszkedik.

## Decathlon Európában

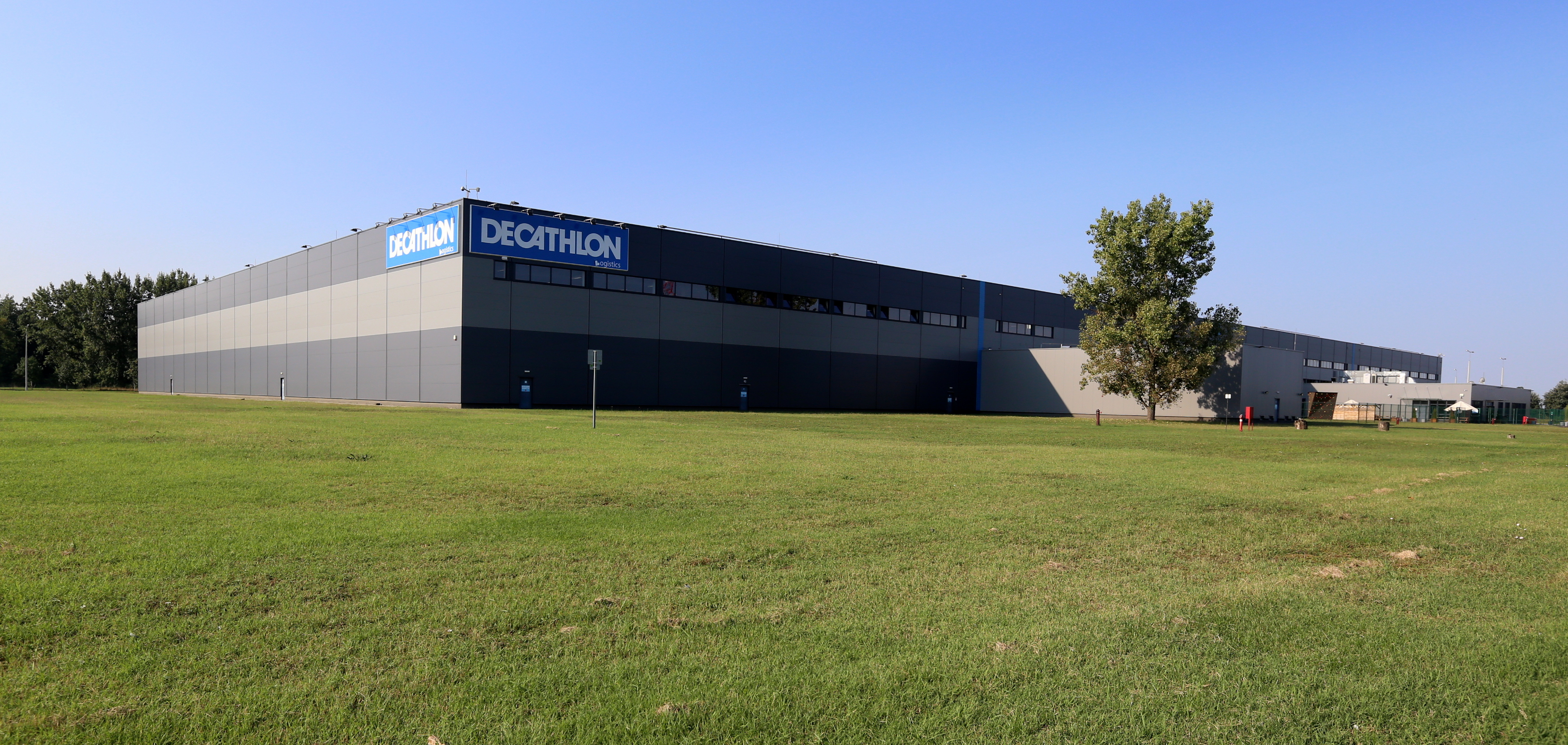
A Decathlon közép-európai logisztikai központja Hatvanban

| Ország             | Áruházak száma |
| ------------------ | -------------- |
| Ausztria           | 6 áruház       |
| Belgium            | 30 áruház      |
| Csehország         | 13 áruház      |
| Egyesült Királyság | 36 áruház      |
| Franciaország      | 317 áruház     |
| Hollandia          | 12 áruház      |
| Horvátország       | 5 áruház       |
| Lengyelország      | 45 áruház      |
| Lettország         | 1 áruház       |
| Luxemburg          | 1 áruház       |
| Magyarország       | 25 áruház      |
| Németország        | 47 áruház      |
| Norvégia           | 2 áruház       |
| Olaszország        | 124 áruház     |
| Oroszország        | 54 áruház      |
| Románia            | 20 áruház      |
| Spanyolország      | 167 áruház     |
| Szlovákia          | 5 áruház       |
| Szlovénia          | 3 áruház       |
| Portugália         | 1 áruház       |

## Decathlon Magyarországon
Magyarországon 2005 májusában nyitotta első létesítményét Budaörsön, amely az M1-es autópálya mellett elterülő kereskedelmi parkban található. Napjainkban (2018) huszonöt sportáruház található az ország különböző településein. A jövőben további áruházak nyitása várható a nagyobb városok kereskedelmi parkjaiban.
2018. augusztus 22-én megnyitott az első ausztriai üzlet a Bécs melletti Vösendorfban, a Schopping City Süd északkeleti részén. A Decathlon Ausztria céget Pósfai Gábor a Decathlon Magyarország vezérigazgatója fogja vezetni.

## Áruházak Magyarországon
1. Budaörs (2005. május)
2. Csömör (Kistarcsa) (2005. július)
3. Dunakeszi (2005. szeptember)
4. Budapest Soroksár (2007. június)
5. Székesfehérvár (2007. augusztus)
6. Miskolc (2008. december)
7. Zalaegerszeg (2009. szeptember)
8. Maglód (2009. december)
9. Kecskemét (2009. október 30.)
10. Szombathely (2009. november 21.)
11. Dunaújváros (2009. december)
12. Győr (2007. december)
13. Debrecen (2011. július)
14. Nyíregyháza (2013. augusztus 27.)
15. Pécs (2013. november 7. )
16. Szeged (2013. november 25.)
17. Szolnok (2015. november 7.)
18. Velence (2016. június 1.)
19. Budapest Nyugati tér (2016. augusztus 27.)
20. Vértesszőlős (Tatabánya)  (2016. szeptember 19.)
21. Sopron (2016. november 19.)
22. Budapest – Corvin Plaza (2016. december 3.)
23. Eger (2017. november 25.)
24. Békéscsaba (2017. december 2.)
25. Veszprém (2018. május 5.)

## Áruházak Ausztriában
A Decathlon ausztriai vállalatát korábban Pósfai Gábor, a magyarországi Decathlon korábbi vezérigazgatója vezette. Pósfai Gábor távozása után Ana Aguilo Salvador vette át a vezérigazgatói posztot, aki Spanyolországból érkezett, hogy vezesse az osztrák üzleteket.
1. Vösendorf
2. Klagenfurt
3. Wien Stadlau
4. Graz Seiersberg
5. Linz
6. Columbus Center Wien

## Épülő áruházak
-

## Tervezett áruházak
2. Érd
3.  Szekszárd
4.  Siófok